# 久泉遺跡
久泉遺跡（ひさいずみいせき）は、富山県砺波市祖泉・久泉にまたがる縄文時代、奈良時代、平安時代、中世、近世に及ぶ複合遺跡。規模は面積30万平方メートルにも及ぶ。1988年（昭和63年）に久泉地内の光圓寺にて発見された。

## 遺跡の変遷

### 縄文時代
扇状地扇央部で初となる縄文遺跡であることが判明。中期中葉から後期にかけて打製石斧が226点出土。石器組成の大半が打製石斧で占められることから、集落遺跡ではなく「植物質食料採集の場」であった可能性が高い。

### 奈良・平安時代
8世紀から9世紀にかけての掘立柱建物4棟、竪穴建物14棟、大溝などを検出。砺波平野東部は東大寺領荘園が造営された時期にあたり、大溝は庄川の当時の本流から取水し荘園推定地に灌漑導水していたと考えられる。

### 鎌倉-室町時代
方形土坑や建物遺構（掘立柱建物・石組建物）、50メートルの間隔で北東に走る溝を検出。東大寺領荘園が廃絶し、その範囲に徳大寺家領般若野荘が成立した時代。久泉遺跡は、荘域の西端に位置する。12世紀後半から13世紀前半及び14世紀頃の遺構・遺物がみられる。15世紀に廃絶するのは、1393年（明徳4年）、領家方と地頭方による下地中分が影響したと考えられる。

## 発掘調査
発掘調査は、一般国道359号砺波東バイパス建設に先立ち、2003年（平成15年）4月から始まり、およそ1.1万平方メートルを発掘し2005年（平成17年）12月に完了した。そのとき確認された大溝を、さらに2006年（平成18年）に地中レーダー探査によって探索し、地表を掘り起こすことなく土中に埋没する南北2キロメートル分の流路を確認した。